# Al-Muhalhil

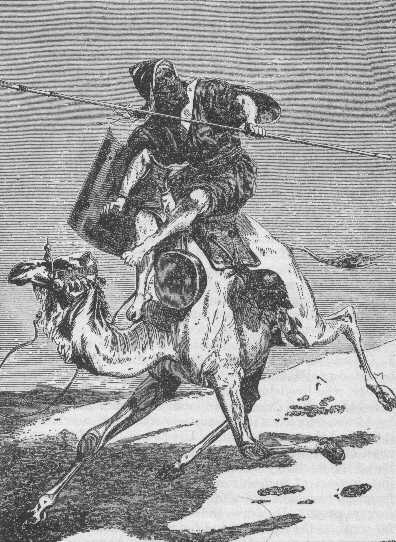
Al-Muhalhil

Al-Muhalhil (en árabe, المهلهل), cuyo nombre completo era Adi Bin Rabia At-Taglibi Al-Malqab Az-Zair Abu Laila Al-Muhalhil, fue un poeta y guerrero árabe; murió en el año 531 d. C.

## Biografía
Pertenecía a la tribu árabe cristiana Taglib ubicada en la zona oriental del norte de la Península arábiga en las fronteras con Siria e Irak. Tuvo dos hijas, Laila y Abida. Laila era madre del famoso poeta Amr ibn Kulthum. Además Al-Muhalhil era tío del poeta Imru'l Qays.

## Innovación poética
Es en la obra de Al-Muhalhil, quizá, donde se puede constatar el primer movimiento de reforma de la poesía árabe preislámica. Durante la época en que vivió este poeta, el metro de los poemas era corto, llevaba la intención de estimular la marcha de los camellos por las arenas áridas, o servían, también, para ser cantados circunstancialmente, describir sentimientos o situaciones de la vida cotidiana. Al-Muhalhil fue el primero en ampliar el metro poético y en efectuar lo que en árabe se dice "hálhala" (literalmente: tejer suavemente, extender, suavizar), y de aquí que se le diera el nombre de Al-Muhalhil (el que suaviza).
No hizo como los poetas anteriores a él, versos circunstanciales cortos. Podía siguiendo su inspiración declamar treinta o más versos. Y no solo introdujo en la forma poética esta innovación, sino que dio a la poesía de su época nuevos temas. Ensalzó, en verso, los orígenes de su tribu, Taglib, y cantó en poemas de gran aliento y sensibilidad sus promesas y amor a la mujer.
A partir de que tuvo que vengar la muerte de su hermano, prescindió del recreo, los placeres, el vino y el juego, y se consagró a un género poético distinto, en el que predominaban la alegría, la lamentación, la amenaza, el relato de acciones arrogantes, de combate, valientes y heroicas. Esta innovación poética fue continuada fructuosamente y dio como resultado Al-Mugamarat (La Antología), Al-Muntakayat (Los Poemas Elegidos) y Al-Mudahabat (Los Poemas Dorados), y otros conjuntos de poemas.

## Legado y actualidad
Fue el héroe y protagonista de la famosa epopeya de Adi, que gira en torno a su trauma como resultado de la muerte de su hermano, Kulaib Bin Rabia, y la subsiguiente guerra conocida como Al-Basus, entre las tribus Taglib y Bakr.
La historia es bien conocida en Arabia y Siria a través de la tradición folclórica de los beduinos; luego fue documentada por escrito y sigue siendo leída en los cafés de Damasco y Alepo por los hakawatíes (contadores de historias).
La historia de su vida fue reproducida en una novela publicada en Siria, durante el año 2000 y llevada al cine por Hatem Ali, y quien interpretó al poeta fue el actor sirio Salloum Haddad.
También se filmó la película Al Zeir Salem, con actores palestinos, dirigida por Mohammad Khomais y escrita por George Ibrahim.